# VV Leeuwarden
VV Leeuwarden (bijnaam: De Klomp) was een Leeuwarder voetbalvereniging, opgericht op 14 augustus 1917 en speelde op de velden aan de Insulindestraat in Leeuwarden. In juni 2013 fuseerde de club met stadsgenoot VV Rood Geel tot SC Leovardia.
De club was van oudsher een zondagclub, maar speelde ook een aantal jaren met een zaterdagafdeling. In de tijd dat voetbal alleen nog op amateurbasis in Nederland werd bedreven speelde Leeuwarden mee in de strijd om het Noordelijk kampioenschap voetbal. Later heeft de club ook een aantal jaren (in de jaren 50) een licentie gehad voor betaald voetbal. Door geldproblemen is men daarmee gestopt en werd in Leeuwarden SC Cambuur opgericht. Begin jaren 70 behoorde vv Leeuwarden enige tijd tot de top van het amateurvoetbal in Noord-Nederland. In 1972 werd gespeeld om het Nederlands amateurkampioenschap.
In het toernooi om de KNVB-Beker haalde VV Leeuwarden in 1957 als eerste club uit de Tweede Divisie de kwartfinale. In 1961 werd zelfs de halve finale gehaald, de club speelde toen in de Eerste Divisie.
De bijnaam "De Klomp" kreeg de club toen bij de oprichting uit armoede wel met klompen werd gevoetbald op het veld bij de Oldehove.

## Tenue
- Tenue: rood-wit shirt, zwart broek en zwarte sportsokken

## Competitieresultaten 1965–2013 (zaterdag)
| 8 1B |

|  |

| 7 4A |

| 4 4A |

| 3 4A |

| 1 4B |

| 2 3A |

| 8 3A |

| 11 3A |

| 1 4A |

| 7 3A |

| 5 3A |

| 9 3A |

| 3 3A |

| 12 3A |

| 12 4A |

| 12 1A |

| 3 2A |

| 3 2A |

| 3 2A |

| 1 2B |

| 8 1A |

| 9 1A |

| 11 1A |

| 1 2B |

|  |

|  |

|  |

|  |

|  |

|  |

| 14 |

| 12 5A |

| 8 6C |

| 1 6E |

| 1 5A |

| 6 4B |

| 12 4A |

| 11 5A |

| 12 6A |

|  |

|  |

| 1 7C |

| 1 6A |

| 7 5A |

| 6 5A |

| 2 5A |

| 5 5A |

| 5 5B |

| Derde klasse | Vierde klasse     | Vijfde klasse  | Hoofdklasse FVB   |
| Zesde klasse | Eerste klasse FVB | Zevende klasse | Tweede klasse FVB |

## Competitieresultaten 1921–2013 (zondag)
N.B. De seizoenen 1989/90-1994/95 kwam de club als “Cambuur Leeuwarden” uit.
| 1 3A |

| 2 2A |

| 1 2A |

| 6 |

| 6 |

| 6 |

| 4 |

| 3 |

| 2 |

| 8 |

| 3 |

| 4 |

| 2 |

| 4 |

| 7 |

| 6 |

| 6 |

| 6 |

| 6 |

| 8 |

| 4 |

| 4 |

| 9 |

| 6 |

|  |

| 5 |

| 7 |

| 10 |

| 6 |

| 8 |

| 2 1A |

| 3 1B |

| 7 1B |

| 9 1A |

| 11 A |

| 6 B |

| 1 A |

| 3 B |

| 2 A |

| 6 B |

| 10 A |

| 13 A |

| 7 A |

| 9 A |

|  |

|  |

|  |

|  |

|  |

|  |

| 5 1C |

| 1 1C |

| 11 1C |

| 2 2A |

| 10 1C |

| 10 1C |

| 12 1C |

| 7 2A |

| 3 2A |

| 2 2A |

| 9 2A |

| 2 2A |

| 3 2A |

| 3 2A |

| 2 2A |

| 3 2A |

| 4 2A |

| 4 2A |

| 8 2A |

| 8 2A |

| 2 2A |

| 12 1C |

| 12 2A |

| 3 3A |

| 1 3A |

| 4 2A |

| 5 2K |

| 12 2L |

| 7 3D |

| 4 3D |

| 1 3D |

| 8 2L |

| 3 2L |

| 9 2L |

| 6 2L |

| 6 2L |

| 3 2L |

| 11 1F |

| 7 2K |

| 11 2K |

| 2 3A |

| 11 2K |

| 2 3A |

| Eerste divisie | Eerste Klasse (profniveau) | Tweede divisie | Eerste klasse | Tweede klasse | Derde klasse |

In elke staaf van de grafiek staat van boven naar beneden vermeld: 
- Eindnotering

Dit is de positie die de club heeft bereikt in de competitie, zonder eventuele beslissings-, play-off- of nacompetitiewedstrijden die nodig zijn geweest om bijvoorbeeld de kampioen van de competitie te bepalen.
Indien een * achter het getal staat is de notering een tussenstand en kan het zijn dat de notering niet overeenkomt met de uiteindelijke eindstand van de competitie.
Staat er een - dan is het seizoen nog bezig en is er geen definitieve uitslag bekend.
Staat er xx op de positie van de notering, dan heeft de club vroegtijdig de competitie verlaten. Dit kan onder andere komen door terugtrekking van het team, faillissement van de club of door een uitgedeelde straf van de KNVB. In veel gevallen staat elders in het artikel de reden vermeld.
Staat er een ? dan is het resultaat uit het verleden onbekend, en is alleen de competitie of het niveau bekend van dat seizoen.
In de seizoenen 2019/20 en 2020/21 werd wegens de coronacrisis het amateurvoetbal afgebroken. Daardoor kennen deze staven geen eindklassering (middels -- weergegeven).
- Competitieniveau en afdelingsletter of Officiële eindstand Eredivisie
  - Competitieniveau en afdelingsletter

Hierbij geeft het getal het niveau weer, dat ook terug te vinden is in de legenda. De letter is de afdelingsaanduiding en wordt gebruikt wanneer er meer afdelingen zijn op hetzelfde niveau. De afdelingsletter is altijd een hoofdletter en wordt meestal zonder nummer gebruikt.
Voorbeeld: 2F is niveau 2e klasse competitie F.
Het competitieniveau en nummer wordt niet vermeld wanneer er slechts één competitie van dit niveau was.
  - Officiële eindstand Eredivisie (getal staat tussen haakjes vermeld)

Sinds de introductie van play-offwedstrijden voor Europees voetbal na afloop van de reguliere competitie in 2005/06, is de KNVB verplicht een eindstand van de Eredivisie door te geven aan de UEFA aan de hand van deze play-offwedstrijden.
Bij deze eindstand staan clubs die zich hebben gekwalificeerd voor Europees voetbal hoger dan clubs die zich niet wisten te kwalificeren. Indien er geen verschil was tussen de eindnotering en de officiële eindstand, staat dit getal niet vermeld.

- Onderafdeling

Hier staat afgekort de naam van de onderafdeling indien de club in dat jaar in een onderafdeling uitkwam. Tevens staat deze afkorting in de legenda en wordt gelinkt naar het artikel over deze onderafdeling. Deze afkorting wordt alleen vermeld wanneer de club in het verleden in verschillende onderafdelingen heeft gespeeld. Deze vermelding is in de staaf altijd in kleine letters. Deze onderafdelingen zijn na het seizoen 1995/96 afgeschaft. Heeft de club in slechts één onderafdeling gespeeld, dan is dit alleen terug te vinden in de legenda.
Onder de staaf staat het jaartal vermeld waarin het seizoen is afgesloten. 15 verwijst naar het seizoen 2014/15 of eventueel het seizoen 1914/15.
Wanneer een staaf leeg is, zijn deze gegevens niet bekend. Het kan ook zijn dat de club dat seizoen niet heeft meegespeeld op het hogere amateurniveau, vroegtijdig de competitie heeft verlaten of uit de competitie is gezet.

In het seizoen 1944/45 was er wegens de Tweede Wereldoorlog geen regulier competitievoetbal.

## Betaald voetbal

### Seizoensoverzichten
| Resultaten van Leeuwarden sinds de toetreding in het betaald voetbal in 1954 | Resultaten van Leeuwarden sinds de toetreding in het betaald voetbal in 1954 | Resultaten van Leeuwarden sinds de toetreding in het betaald voetbal in 1954 | Resultaten van Leeuwarden sinds de toetreding in het betaald voetbal in 1954 | Resultaten van Leeuwarden sinds de toetreding in het betaald voetbal in 1954 | Resultaten van Leeuwarden sinds de toetreding in het betaald voetbal in 1954 | Resultaten van Leeuwarden sinds de toetreding in het betaald voetbal in 1954 | Resultaten van Leeuwarden sinds de toetreding in het betaald voetbal in 1954 | Resultaten van Leeuwarden sinds de toetreding in het betaald voetbal in 1954 | Resultaten van Leeuwarden sinds de toetreding in het betaald voetbal in 1954 | Resultaten van Leeuwarden sinds de toetreding in het betaald voetbal in 1954 | Resultaten van Leeuwarden sinds de toetreding in het betaald voetbal in 1954 | Resultaten van Leeuwarden sinds de toetreding in het betaald voetbal in 1954                                                                             |
| Seizoen                                                                      | Competitie                                                                   | Competitie                                                                   | Competitie                                                                   | Competitie                                                                   | Competitie                                                                   | Competitie                                                                   | Competitie                                                                   | Competitie                                                                   | Competitie                                                                   | Kwalificatie                                                                 | KNVB beker                                                                   | Bijzonderheid |
| Seizoen                                                                      | Divisie                                                                      | GW                                                                           | W                                                                            | G                                                                            | V                                                                            | PNT                                                                          | DV                                                                           | DT                                                                           | POS                                                                          | Kwalificatie                                                                 | KNVB beker                                                                   | Bijzonderheid |
| ---------------------------------------------------------------------------- | ---------------------------------------------------------------------------- | ---------------------------------------------------------------------------- | ---------------------------------------------------------------------------- | ---------------------------------------------------------------------------- | ---------------------------------------------------------------------------- | ---------------------------------------------------------------------------- | ---------------------------------------------------------------------------- | ---------------------------------------------------------------------------- | ---------------------------------------------------------------------------- | ---------------------------------------------------------------------------- | ---------------------------------------------------------------------------- | --- |
| 1954/55                                                                      | Eerste klasse A                                                              | 9                                                                            | 6                                                                            | 0                                                                            | 3                                                                            | 12                                                                           | 14                                                                           | 10                                                                           | 4e                                                                           | –                                                                            | Geen bekertoernooi                                                           | Leeuwarden treedt toe tot het betaald voetbal De competitie werd na de fusie van de KNVB en de NBVB niet afgemaakt. Alle teams werden opnieuw ingedeeld. |
| 1954/55                                                                      | Eerste klasse A                                                              | 26                                                                           | 7                                                                            | 7                                                                            | 12                                                                           | 21                                                                           | 40                                                                           | 59                                                                           | 11e                                                                          | Eerste klasse                                                                | Geen bekertoernooi                                                           | Leeuwarden treedt toe tot het betaald voetbal De competitie werd na de fusie van de KNVB en de NBVB niet afgemaakt. Alle teams werden opnieuw ingedeeld. |
| 1955/56                                                                      | Eerste klasse B                                                              | 26                                                                           | 10                                                                           | 9                                                                            | 7                                                                            | 29                                                                           | 46                                                                           | 35                                                                           | 6e                                                                           | Tweede divisie                                                               | Geen bekertoernooi                                                           | |
| 1956/57                                                                      | Tweede divisie A                                                             | 28                                                                           | 19                                                                           | 5                                                                            | 4                                                                            | 43                                                                           | 95                                                                           | 40                                                                           | 1e                                                                           | –                                                                            | Kwartfinale                                                                  | – |
| 1957/58                                                                      | Eerste divisie B                                                             | 30                                                                           | 17                                                                           | 6                                                                            | 7                                                                            | 40                                                                           | 74                                                                           | 45                                                                           | 3e                                                                           | –                                                                            | 3e ronde                                                                     | – |
| 1958/59                                                                      | Eerste divisie A                                                             | 30                                                                           | 19                                                                           | 4                                                                            | 7                                                                            | 42                                                                           | 80                                                                           | 45                                                                           | 2e                                                                           | –                                                                            | 3e ronde                                                                     | – |
| 1959/60                                                                      | Eerste divisie B                                                             | 32                                                                           | 16                                                                           | 3                                                                            | 13                                                                           | 35                                                                           | 80                                                                           | 67                                                                           | 6e                                                                           | –                                                                            | Geen bekertoernooi                                                           | – |
| 1960/61                                                                      | Eerste divisie A                                                             | 34                                                                           | 12                                                                           | 8                                                                            | 14                                                                           | 32                                                                           | 73                                                                           | 80                                                                           | 10e                                                                          | –                                                                            | Halve finale                                                                 | – |
| 1961/62                                                                      | Eerste divisie A                                                             | 34                                                                           | 10                                                                           | 10                                                                           | 14                                                                           | 30                                                                           | 44                                                                           | 49                                                                           | 13e                                                                          | Rechtstreekse degradatie                                                     | 2e ronde                                                                     | – |
| 1962/63                                                                      | Tweede divisie A                                                             | 32                                                                           | 13                                                                           | 7                                                                            | 12                                                                           | 33                                                                           | 60                                                                           | 64                                                                           | 7e                                                                           | –                                                                            | 1e ronde                                                                     | – |
| 1963/64                                                                      | Tweede divisie A                                                             | 30                                                                           | 9                                                                            | 9                                                                            | 12                                                                           | 27                                                                           | 50                                                                           | 52                                                                           | 9e                                                                           | –                                                                            | 1e ronde                                                                     | Leeuwarden verandert haar naam naar SC Cambuur |

### Topscorers
- 1954/55:  Johannes Bakker (4)
- 0000000  Arp Hiemstra (12)
- 1955/56:  Jan Hoekema (13)
- 1956/57:  André Hofman (32)

- 1957/58:  André Hofman (27)
- 1958/59:  André Roosenburg (31)
- 1959/60:  Hans Verhagen (23)
- 1960/61:  Jan Hoekema (20)

- 1961/62:  Hans Verhagen (15)
- 1962/63:  Marius Delgrosso (15)
0000000  Dirk Roelfsema (15)
- 1963/64:  Dirk Roelfsema (23)

### Trainers
- 1940–1954:  Dirk Steenbergen
- 1954–1962:  Piet Dubbelman
- 1962–1964:  Wim Blokland

## Bekende (ex-)spelers
- Jaap Advocaat
- Pier Alma
- Jan Hoekema
- Foeke Booy
- Sietze Visser
- Dirk Roelfsema
- André Roosenburg